# Fritz Grantze
Fritz Grantze (* 7. August 1893 in Schöneberg (heute Berlin); † 13. Dezember 1966 in Berlin) war ein deutscher Politiker der CDU.
Fritz Grantze lernte nach dem Besuch der Realschule auf einer höheren kaufmännischen Fachschule den Beruf des Kaufmanns und war seit 1925 selbständiger Großhändler für Krankenhaus- und Arztbedarf.
Grantze gehörte nach dem Zweiten Weltkrieg zu den Mitbegründern der IHK Berlin. In den 1950er Jahren gehörte er dem Bundesvorstand der AOK an. Am 18. März 1964 wurde ihm der Titel eines „Stadtältesten von Berlin“ verliehen.
Bei der ersten Berliner Wahl 1946 wurde Grantze, der seit 1949 Kreisvorsitzender der CDU Tempelhof war, in die Bezirksverordnetenversammlung (BVV) im Bezirk Tempelhof gewählt. Da Karl Theodor Schmitz Bezirksstadtrat in Berlin-Steglitz wurde, rückte Grantze im März 1951 in das Abgeordnetenhaus von Berlin nach und war bis 1955 stellvertretender Vorsitzender der dortigen CDU-Fraktion. Im Februar 1956 schied er aus dem Abgeordnetenhaus aus. Er gehörte dem Deutschen Bundestag vom 17. November 1955, als er für seinen verstorbenen Parteifreund Robert Tillmanns nachrückte, bis 1957 an. Dort war er unter anderem Mitglied des Ausschusses für Sonderfragen des Mittelstandes. Bei der Wahl 1958 wurde Grantze erneut in das Abgeordnetenhaus gewählt, im Februar 1963 schied er aus Altersgründen aus. Um 1955 gehörte Grantze dem Bundesvorstand der CDU an.

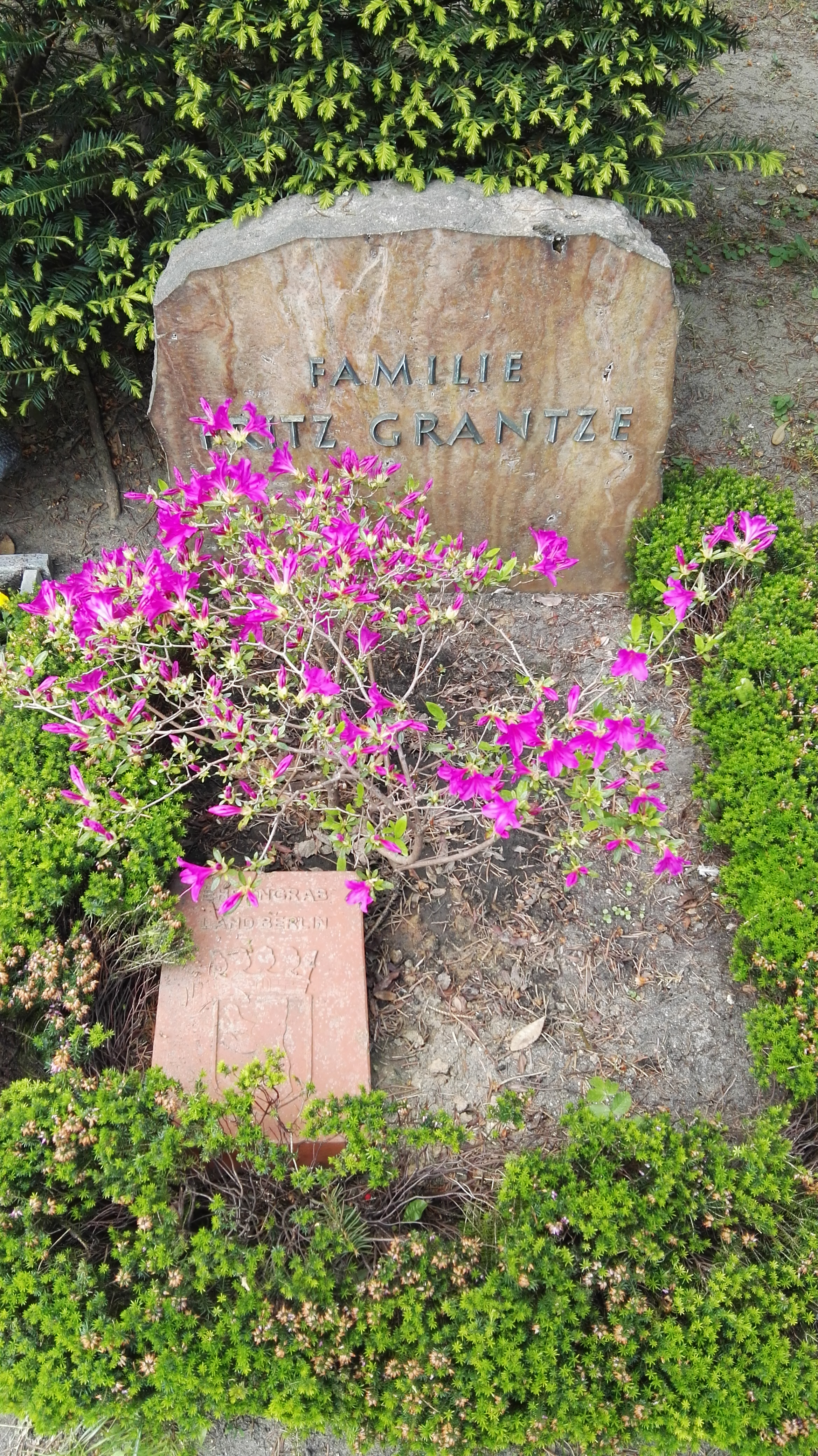
Grabstätte

Grantze wurde auf dem Heidefriedhof in Berlin-Mariendorf in einem Ehrengrab des Berliner Senats beigesetzt (Grabstelle: A VII 447).